# Vignale (Traversetolo)
Vignale è una frazione del comune di Traversetolo, in provincia di Parma.
La località dista 1,63 km dal capoluogo.

## Geografia fisica
Vignale sorge sui primi rilievi collinari dell'Appennino parmense, nel territorio compreso tra i torrenti Termina ed Enza, che segna il confine con la provincia di Reggio nell'Emilia; la zona pianeggiante a nord a ridosso dell'Enza ospita l'oasi di Cronovilla.

## Origini del nome
Il toponimo della località, nota nel X secolo come Viniale, deriva dal latino vinea, con l'aggiunta del suffisso -alis, in riferimento alle coltivazioni a vigneto che sorgevano in zona all'epoca della fondazione del borgo medievale.

## Storia
La più antica testimonianza della presenza umana nella zona di Vignale è costituita da una serie di manufatti litici risalenti al Paleolitico, in parte rinvenuti tra il 1878 e il 1883 da Pellegrino Strobel.
In epoca altomedievale tra Vignale e Bottone sorsero alcuni gruppi isolati di abitazioni, sparsi tra le aree collinari coltivate a vigneti. Il borgo di Viniale fu menzionato per la prima volta nel 948, nell'atto di donazione di tre piccole corti da parte del re d'Italia Lotario II al suo fedele Liudone.
Il luogo, appartenente all'epoca alla corte canossiana di Vilinianum, fu nuovamente nominato l'8 marzo 991, unitamente alla vicina località di Bottone, in un rogito di vendita firmato da parte di Prangarda, figlia del marchese Adalberto Atto di Canossa e moglie del marchese Maginfredo, al diacono della pieve di Borgo San Donnino; in seguito alla divisione dei beni di famiglia, il territorio fu assegnato a Sigifredo, capostipite del ramo dei Baratti, che costruirono forse già nel X secolo il vicino castello di Guardasone a presidio del feudo e una struttura fortificata a Vignale.
Viniale fu menzionata poi l'8 marzo 1064 in un atto notarile di cessione in precaria di alcuni edifici al chierico Giovanni da parte del capitolo della Cattedrale di Parma.
Furono probabilmente edificate già allora le primitive cappelle dell'Assunta e di San Geminiano a servizio dei nuclei di Vignale e Bottone.
In seguito la località seguì le sorti di Guardasone, il cui castello nel 1248 fu occupato dall'esercito imperiale di Federico II di Svevia durante la battaglia di Parma; le truppe guelfe parmigiane, capitanate da Rolando Rossi e inviate dal podestà Filippo Visdomini, lo riconquistarono, mettendo in fuga il re Enzo, figlio di Federico II; i durissimi scontri si svolsero anche nel borgo di Vignale.
Nel 1316 il maniero di Guardasone fu occupato da Giberto III da Correggio; in seguito alla scomparsa nel 1402 del nipote Giberto, tutte le sue terre furono incamerate dal duca di Milano Gian Galeazzo Visconti, che le assegnò in gran parte a Ottobuono de' Terzi; dopo l'uccisione a tradimento di quest'ultimo nel 1409, il fratello Giacomo fu costretto ad abbandonare il feudo a Uguccione dei Contrari, che lo mantenne fino al suo incameramento nel 1421 da parte di Filippo Maria Visconti.
Nel 1431 il Duca assegnò Guardasone e Colorno al condottiero Niccolò de' Terzi, il Guerriero, figlio naturale di Ottobuono; nel 1449 il castello di Guardasone fu riconquistato dalle truppe di Francesco Sforza e nel 1466 fu assegnato a Giovanni e Vitaliano II Borromeo, dai quali discesero i conti Borromeo Arese.
In seguito all'abolizione napoleonica dei diritti feudali sancita nel 1805 nell'ex ducato di Parma e Piacenza, nel 1806 Vignale fu annessa al nuovo comune (o mairie) di Traversetolo.
Nel 1872 la villa Vignale posta nei pressi del torrente Enza fu acquistata da Luigi Beccarelli, che, dopo aver rinominato l'edificio "Cronovilla", nel 1876 aprì nei pressi la prima fabbrica di orologi d'Italia; l'industria, vincitrice di numerosi premi nazionali e internazionali, rifornì le stazioni ferroviarie italiane e le principali sedi delle Poste Italiane, ma nel 1911 fu chiusa e le strutture furono adibite a residenze private; a testimonianza della sua esistenza la zona mantenne la denominazione di Cronovilla.
La popolazione di Vignale, cresciuta significativamente a partire dal XVIII secolo, aumentò in particolare nella seconda metà del XX; risale agli ultimi decenni del secolo la nascita dell'elegante quartiere residenziale denominato "Ai Colli", costituito da ville con giardini.

## Monumenti e luoghi d'interesse

### Chiesa dell'Assunzione di Maria Vergine

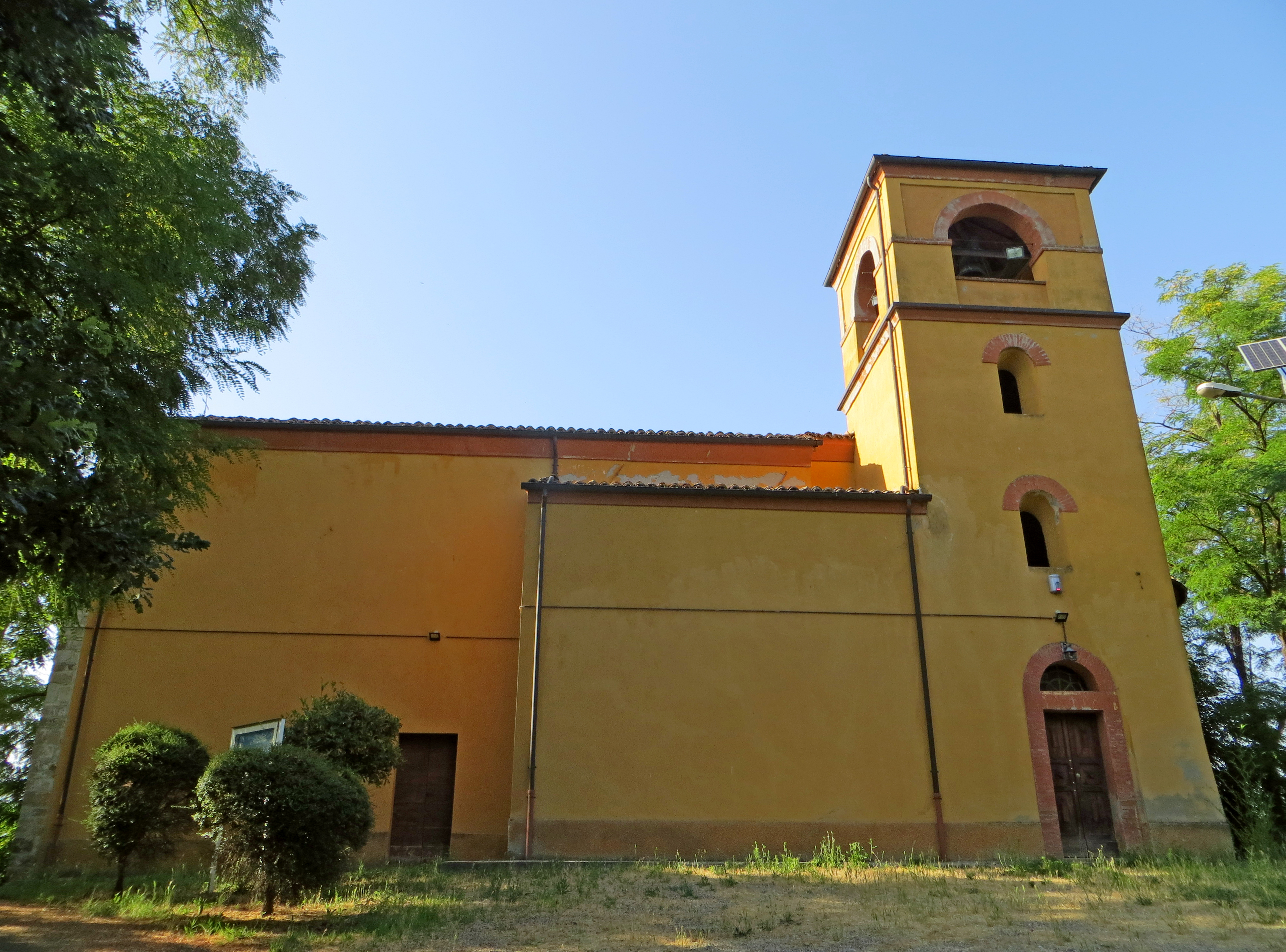
Chiesa dell'Assunzione di Maria Vergine

Edificata originariamente tra l'XI e il XII secolo ma menzionata per la prima volta nel 1230, la chiesa, elevata al rango di parrocchia nel 1564, fu completamente ristrutturata in stile barocco intorno al 1666; risistemata nel tetto nel 1833, fu restaurata nel 1938; al suo interno conserva alcuni dipinti di pregio.

### Oratorio di San Geminiano

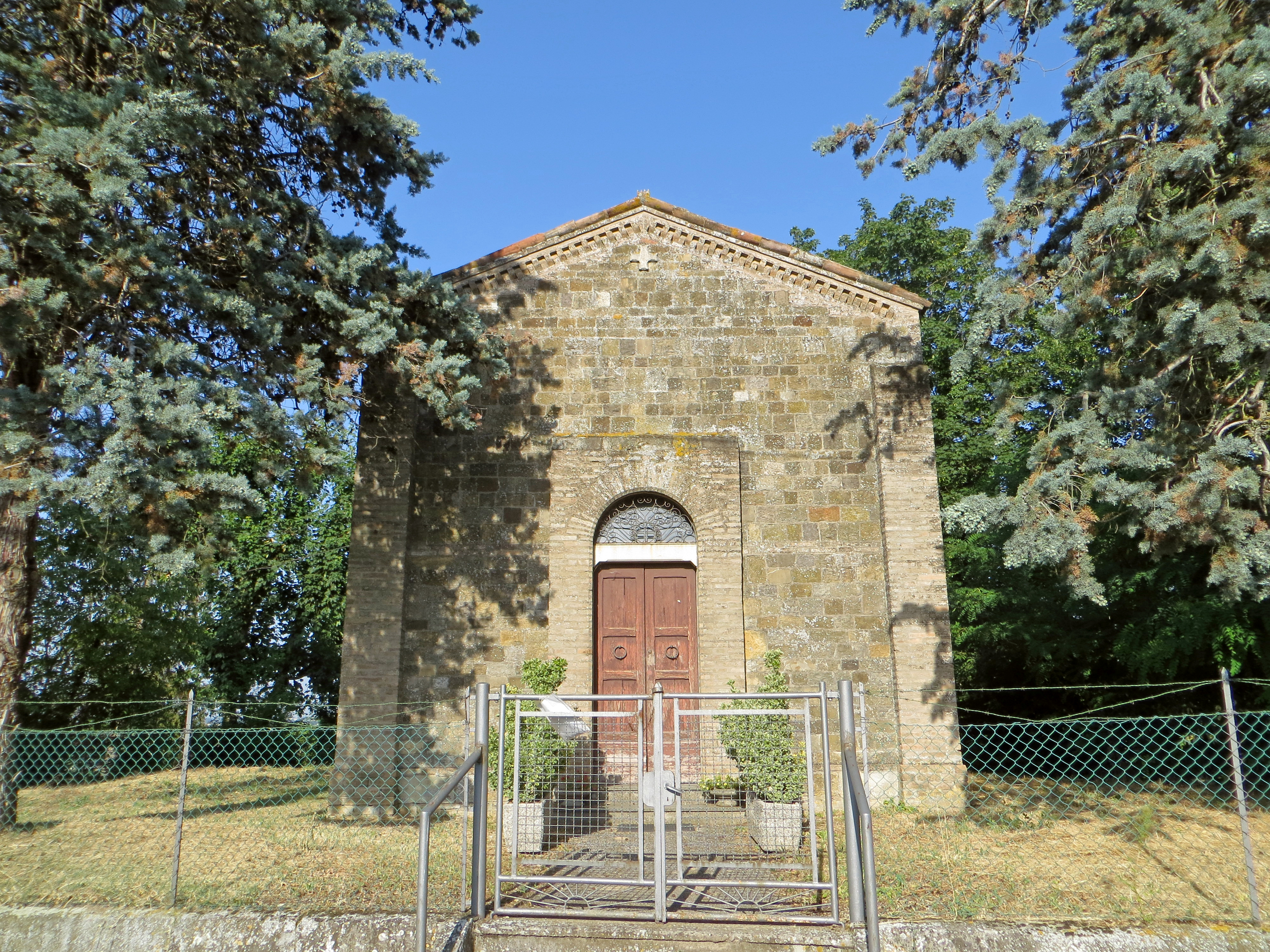
Oratorio di San Geminiano

Edificato originariamente forse già tra il X e l'XI secolo ma menzionato per la prima volta nel 1230, l'oratorio di Bottone fu unito nel 1520 alla chiesa dell'assunzione di Maria Vergine; restaurato verso la metà del XVII secolo e ristrutturato nel 1714, cadde in profondo degrado a partire dalla metà del XIX secolo, tanto da essere sconsacrato nel 1899 e adibito a deposito comunale; demolito nel 1921, fu completamente ricostruito in stile neoromanico su progetto dell'ingegner Ugo Bianchedi, riutilizzando i materiali dell'edificio originario, e riconsacrato nel 1926.

### Villa Ferrari-Beccarelli
Costruita originariamente quale casolare di campagna forse nel XVIII secolo dai conti Borromeo Arese, la struttura passò in seguito dapprima ai conti Nasalli, indi al carbonaro Pontoli; acquistata tra il 1870 e il 1871 da Luigi Beccarelli, che impiantò nella tenuta una fabbrica di orologi, negli anni seguenti fu modificata e trasformata in villa; ereditata nel 1908 dalla figlia Melania e dal genero Giovanni Ferrari, fu ceduta dopo pochi anni a Ottavio Ferrari, ma, in seguito alla chiusura dell'industria nel 1924, fu alienata a Carlo Cravenna, che adibì l'intera villa a residenza privata e la trasmise ai suoi discendenti. L'edificio, sviluppato su una pianta a L, si erge su tre livelli fuori terra; la facciata è caratterizzata dalla presenza di una torre con un grande orologio nel mezzo.

### Oasi di Cronovilla
Realizzata nel 1999 in località Cronovilla su un'area di circa 33 ettari a ridosso del torrente Enza precedentemente occupata da una cava, negli anni seguenti l'area naturale rivelò presto la sua grande potenzialità naturalistica; ampliata nel 2007 per volere del Comune di Traversetolo fino a raggiungere l'estensione di circa 60 ettari, fu inserita nel 2012 nella Rete Natura 2000 in qualità di zona di protezione speciale e sito di interesse comunitario e affidata nel 2016 in gestione al WWF di Parma; attrezzata con 22 osservatori in legno, è caratterizzata dall'alternanza di folti boschi, prati e laghi, collegati attraverso 2 km di sentieri ghiaiati; l'oasi è popolata da una folta fauna, costituita prevalentemente da numerose specie di uccelli in parte migratori.